# Szamosveresmart
Szamosveresmart (románul: Roșiori) falu Romániában, Szatmár megyében.

## Fekvése
Szatmár megye keleti részén, Szamosborhíd és Remetemező között, a Szamos folyó bal partján fekvő település.

## Nevének eredete
Nevét valószínűleg a vörös színű földjéről kapta.

## Története
Veresmart-ról az első írásos adat 1302-ből való:
1302-ben Chabanka, a Rhédey család őse itt alapított klastromot a Remete Szent Pál szerzeteseknek.
A 15. században a település a Veresmarthyaké, és a Csákyaké volt, majd a Mórocz család tagjai szerezték meg, s a Szinéri uradalom-hoz csatolták. A Szinéri uradalom sorsában osztozott egészen a 17. századig.
1588-ban Hagymássy György, 1595-ben Vörös Zsófia kapott itt részbirtokot.
A 18. században több családnak is volt itt részbirtoka: a báró Vécsey, Uray, Cseh, Papolczy, Vesmás és Gáspár családok is birtokosai voltak.
A 19. század közepéig a fentieken kívül még a Papp, Darvay és Eötvös család is részt szerez benne.
A 20. században nagyobb birtokosa nem volt.
Az 1900-as évek elején Borovszky Samu írta a településről: "Veresmart (Szamosveresmart) kisközség 205 házzal és 934 lakossal, akik között 56 r.kat. és izr. magyar, a többi görög katholikus oláh. Határa 2250 k.hold. Az utolsó posta Borhidon, vasúti és távíró állomás Válaszúton van."
1940. szeptember 5. és december 18. között itt  volt munkaszolgálatos  Radnóti Miklós.

## Nevezetességek
- Görögkatolikus templom  1877-ben épült.